# 제3(게르만)SS기갑군단
제3(게르만)SS기갑군단(독일어: III. (germanische) SS-Panzerkorps)은 무장친위대의 기갑군단 중 하나이다. 제2차 세계 대전 당시 동부전선에서 종군했다. 주로 외인의용부대들로 구성되었다.

## 역대 군단장
- 상급집단지도자 펠릭스 슈타이너 (1943년 5월 1일 – 1944년 10월 30일)
- 상급집단지도자 게오르크 케플러 (1944년 10월 30일 – 1945년 2월 4일)
- 상급집단지도자 마티아스 클라인하이슈터캄프 (1945년 2월 4일 – 1945년 2월 11일)
- 중장 마르틴 운라인 (1945년 2월 11일 – 1945년 3월 5일)
- 상급집단지도자 펠릭스 슈타이너 (1945년 3월 5일 – 1945년 5월 4일)

## 전투서열
1944년 6월 15일 (나르바 전선)
- 군단참모부
- 제503SS중전차분견대
- 제11SS의용기갑척탄병사단 노르트란트
- 친위대 제20무장척탄병사단 (제1에스토니아)
- 제4SS의용기갑척탄병여단 네데를란트

1944년 9월 16일
- 군단참모부
- 제103SS중전차대대
- 제11SS의용기갑척탄병사단 노르트란트
- 친위대 제20무장척탄병사단 (제1에스토니아)
- 제23SS의용기갑척탄병사단 네데를란트
- 제27SS의용척탄병사단 랑게마르크
- 제28SS의용척탄병사단 발로니엔
- 제11보병사단
- 제300보병사단

## 참고 자료
- Bernd Wegner (1980). “Auf dem Weg zur pangermanischen Armee. Dokumente zur Entstehungsgeschichte des III. ("germanischen") SS-Panzerkorps” [On the Way to a Pan-Germanic army. Documents on the Origins of the IIIrd (Germanic) Panzer Corps]. Militärgeschichtliche Mitteilungen (독일어) (Munich: Oldenbourg) 27 (2): 101–136. ISSN 0026-3826.